# قواعات الصخر الأحمر
قواعات الصخر الأحمر (الإسم العلمي:Pronolagus)، هو جنس من الثدييات يتبع فصيلة الأرانب ضمن رتبة الأرنبيات. يضم أربعة أنواع.